# وكالة بجواك للأخبار
وكالة بجواك للأخبار (بالبشتو: پژواک خبري اژانس؛ بالفارسية: آژانس خبرى پژواک؛ بالإنكليزية: Pajhwok Afghan News، اختصاراً PAN) وكالة أنباء كبرى في أفغانستان مقرها الرئيسي في كابول. للوكالة 8 مكاتب إقليمية وشبكة من المراسلين تغطي جميع أنحاء أفغانستان وولاياتها الأربع والثلاثين. تغطي الوكالة طيفاً واسعاً من الأخبار باللغات الإنكليزية والبشتو والدارية.
الوكالة يملكها ويديرها أفغان، وتقول في موقعها أن ليس لها انتماءات سياسية، فهي أكبر وكالة أخبار مستقلة في أفغانستان. أسسها ويديرها دانيش كاروخيل، وفريدة نكزاد مؤسسة مشاركة ونائبة المدير.
كلمة «پژواک» (لفظها تقريباً «بجواك») تعني «الانعكاس» أو «الصدى» بالبشتو والدارية.